# Tierra Adentro (Costa Rica)
Tierra Adentro era el nombre que se daba a una región de la provincia de Costa Rica en los siglos XVII y XVIII. Se extendía desde el paraje denominado Tayutic o Teotique, entre los ríos Tuis y Chirripó, hasta las riberas del río Tarire o Sixaola.
La región de Tierra Adentro quedó bajo la autoridad española desde fines del siglo XVII y en ella existía un importante número de pueblos indígenas. La destrucción de la ciudad de Santiago de Talamanca en 1610 hizo que la Tierra Adentro se transformase en una especie de zona neutral entre el valle central de Costa Rica, habitado por españoles y por indígenas sometidos plenamente a la autoridad de la Corona, y la región de Talamanca, habitada por pueblos indígenas no sujetos al dominio español.
Gran parte de este territorio perteneció al corregimiento de Chirripó, suprimido en el año 1660, cuya cabecera era el pueblo de San Mateo de Chirripó. Según un documento fechado en 1662, la jurisdicción eclesiástica de Chirripó —a cargo de un único religioso franciscano— abarcaba cinco pueblos ubicados "en el distrito de quince leguas de ásperos y rigurosos caminos, ríos y ciénegas". Estos pueblos eran: Teotique, el propio San Mateo de Chirripó, San Salvador, Guizirí y San Bartolomé de Duqueiba, los cuales contaban en total con sesenta indígenas tributarios.
Aunque oficialmente los indígenas de la Tierra Adentro no estaban sujetos a encomienda ni a repartimiento, los continuos abusos de los españoles provocaron insurrecciones en varias oportunidades. Entre ellas cabe mencionar la de los indígenas de Tariaca, al mando del cacique Antonio Carebe (1615), la de Bartolo Xora (1616) y la de los indígenas de Aoyaque (1618), tras las represalias por la muerte del fraile franciscano Rodrigo Pérez de Porras el 24 de mayo de 1617. Los vecinos de Cartago solicitaron repetidamente que se les repartiesen los indígenas de esta región, pero sus peticiones nunca tuvieron eco, ni tampoco las que en el mismo sentido formularon los plantadores cacaoteros de Matina.
En 1709 se sublevaron los indígenas de la región, encabezados por Pablo Presbere, cacique de Suinse. La insurrección se extendió desde Chirripó hasta la bahía de Almirante y dio como resultado varias muertes y el incendio de catorce iglesias fundadas por los misioneros. Aunque en 1710 hubo una expedición de castigo, que logró capturar a Presbere, la autoridad española se extinguió de hecho.